# Zoologická zahrada Olomouc
Zoologická zahrada Olomouc (Nederlands: Dierentuin Olomouc, vaak afgekort tot: Zoo Olomouc) is een dierentuin in Svatý Kopeček, een wijk van de Tsjechische stad Olomouc. De dierentuin heeft een oppervlakte van 42,5 hectare. Het jaarlijkse bezoekersaantal ligt rond de 350.000. De dierentuin is in 1952 opgericht en in 1956 geopend voor publiek.

## Fokprogramma's
Het park neemt deel aan meerdere internationale fokprogramma's en coördineert en beheert de EEP-stamboeken voor de Midden-Amerikaanse tapir, het nijlpaard, het Vietnamees sikahert, het barasingahert en de West-Kaukasische toer.